# Artemisia apiacea
Artemisia apiacea là một loài thực vật có hoa trong họ Cúc. Loài này được Hance mô tả khoa học đầu tiên năm 1852.